# Принценмор
Принценмор (њем. Prinzenmoor) општина је у њемачкој савезној држави Шлезвиг-Холштајн. Једно је од 165 општинских средишта округа Рендсбург. Према процјени из 2010. у општини је живјело 181 становника. Посједује регионалну шифру (AGS) 1058129.

## Географски и демографски подаци
Принценмор се налази у савезној држави Шлезвиг-Холштајн у округу Рендсбург. Општина се налази на надморској висини од 3 метра. Површина општине износи 5,6 km². У самом мјесту је, према процјени из 2010. године, живјело 181 становника. Просјечна густина становништва износи 32 становника/km².

## Међународна сарадња
| Мјесто | Држава | Врста сарадње | Од    |
| ------ | ------ | ------------- | ----- |
| Ук     | Данска | контакт       | 2000. |
| Извор  |        |               |       |